# Marcel Noguès
Marcel Joseph Maurice Noguès (ur. 24 stycznia 1895, zm. 5 października 1919) – francuski as myśliwski z czasów I wojny światowej. Osiągnął 13 zwycięstw powietrznych. Należał do grona asów posiadających tytuł honorowy Balloon Buster.

## Życiorys
Marcel Noguès urodził się w Paryżu, gdzie rozpoczął studia na krótko przed wojną. Do armii francuskiej wstąpił w 4 września 1914 roku. Został przydzielony do pułku artylerii polowej. Po kilku miesiącach starań w styczniu 1916 roku został przeniesiony do lotnictwa i 20 czerwca 1916 roku otrzymał licencję pilota. Po przejściu dodatkowego szkolenia z pilotażu samolotów myśliwskich 26 września 1916 roku został przydzielony do jednostki liniowej Escadrille N 12. Pierwsze zwycięstwo odniósł nad niemieckim samolotem dwumiejscowym 4 marca 1917 roku. Następnego dnia po odniesieniu swojego drugiego zwycięstwa 13 kwietnia 1917 roku samolot Noguesa został zestrzelony przez niemieckiego asa, dowódcę Jasta 36 Alberta Dossenbacha. Marcel Nogues przeżył i dostał się do niewoli niemieckiej, z której po kilku tygodniach udało mu się uciec. Powrócił do służby w swojej jednostce. 13 sierpnia 1917 roku został ciężko ranny. Po kilkumiesięcznym leczeniu, 11 kwietnia 1918 roku, powrócił do służby tym razem w jednostce SPA 57. W jednostce latał prawie do zakończenia wojny odnosząc jeszcze 11 zwycięstw powietrznych, w tym 5 balonów obserwacyjnych.  Na krótko przed końcem wojny został przeniesiony do SPA 172.
Po wojnie służył w lotnictwie i grał w drużynie rugby. 5 października 1919 roku zginął w wypadku na boisku.

## Odznaczenia
- Legia Honorowa;
- Médaille militaire;
- Krzyż Wojenny (Francja)[1] .